# یواس‌اس تنچ (اس‌اس-۴۱۷)
یواس‌اس تنچ (اس‌اس-۴۱۷) (به انگلیسی: USS Tench (SS-417)) یک زیردریایی بود که طول آن ۳۱۱ فوت ۸ اینچ (۹۵٫۰۰ متر) بود. این زیردریایی در سال ۱۹۴۴ ساخته شد.